# Pelvicachromis taeniatus
Pelvicachromis taeniatus (Boulenger, 1901) è un pesce di acqua dolce appartenente alla famiglia Cichlidae, diffuso in Africa.

## Distribuzione ed habitat
Proviene da Nigeria e Camerun, soprattutto nei torrenti che attraversano le foreste, con corrente debole, ricchi di vegetazione e non molto illuminati.

## Descrizione

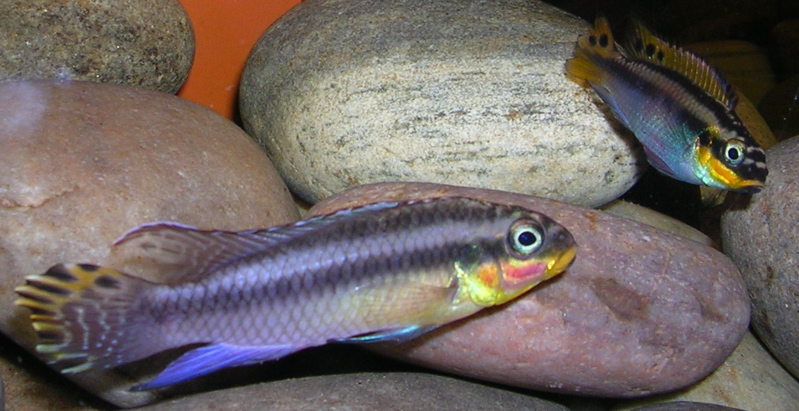
Pelvicachromis taeniatus maschio e femmina "Nigeria yellow"

Questo pesce ha un corpo abbastanza allungato; soprattutto il maschio, che è più grosso della femmina e raggiunge i 7,1 cm. La colorazione è molto variabile, ma sono sempre presenti delle macchie scure sulla pinna dorsale. Questo pesce, avendo un areale abbastanza ampio, esiste in molte varietà. Le più comuni sono:
- La varietà Calabar che ha una livrea tendente al verdastro;
- La varietà Kienke, nel fiume omonimo, si dice sia il pesce descritto nel 1911 come Pelvicachromis kribensis da Boulenger[4] e si distingue per la pinna caudale macchiata di nero ed orlata di rosso;
- La varietà Nange, nel Camerun, con una sola macchia sulla coda;
- La varietà Nigeria, nel delta del Niger, di cui esiste la forma rossa e quella gialla. La forma gialla è la più comune e la prima ad essere stata descritta come Pelvicachromis taeniatus[4];
- La varietà Moliwe il cui maschio ha la pinna caudale per metà gialla macchiata di nero e per metà rosata.

## Biologia

### Comportamento
È una specie i cui esemplari, soprattutto i maschi, sono molto territoriali.

### Riproduzione
Questo pesce è oviparo e depone le uova, poi sorvegliate dalla femmina, nelle cavità delle rocce. Il maschio protegge il territorio e la femmina, quando le uova si schiudono, controlla gli avannotti.

### Malattie
Può presentare vari tipi di infezioni batteriche, soprattutto nella fase giovanile ed in età avanzata.

## Conservazione
La lista rossa IUCN classifica questa specie come "a rischio minimo" (LC) perché, nonostante possa essere minacciato dal prelievo per l'acquariofilia, dalla deforestazione per le coltivazioni di banane e dal conseguente inquinamento del suo habitat, è una specie comune.

## Acquariofilia
È difficile trovare questo pesce nei negozi e se lo si trova viene confuso con il più comune Pelvicachromis pulcher. Si tratta di un pesce che quando si riproduce diventa assai aggressivo e dopo avere deposto le uova i genitori potrebbero azzuffarsi o mangiarsele.